# José Antonio Kast
José Antonio Kast Rist (Santiago, 18 januari 1966) is een Chileense jurist.
Van 2002 tot 2018 was hij lid van de Kamer van Afgevaardigden. Tot 2016 was hij lid van de Onafhankelijke Democratische Unie, waarna hij partijloos werd. In 2019 richtte hij de conservatieve Republikeinse Partij op. In 2021 was hij namens deze partij kandidaat voor de presidentsverkiezingen. Eerder heeft hij zich als partijloze politicus kandidaat gesteld voor de verkiezingen van 2017.

## Biografie
Kasts ouders Michael Kast Schindele en Olga Rist Hagspiel kwamen uit Beieren. Zijn vader Michael, lid van de NSDAP, was een luitenant van het Heer van de Wehrmacht. Tijdens de denazificatie vluchtte hij naar Chili, in december 1950.
José Antonio Kast is een broer van Miguel Kast, een econoom die deel was van de Chicago Boys. Hij was arbeidsminister onder Augusto Pinochet en president van de Chileense centrale bank.
Kast studeerde rechten aan de Pontificale Katholieke Universiteit van Chili.
Tijdens het Chileens referendum van 1988 steunde hij de optie om de termijn van Pinochet met acht jaar te verlengen.
In 1990 richtte hij een advocatenkantoor op en in de jaren '90 was hij directeur van een vastgoedbedrijf van zijn familie.

## Politieke standpunten
Kast is economisch liberaal, sociaal-conservatief en tegen illegale immigratie. Hij wil belastingen verlagen en is tegen abortus en het homohuwelijk. Om illegale immigratie tegen te gaan wil hij de grens uitgraven tot een greppel en "actief illegale migranten opsporen" binnen de politie. Mede hierdoor wordt hij vergeleken met de voormalige Amerikaanse president Donald Trump en de Braziliaanse president Jair Bolsonaro. Hij is omschreven als extreemrechts, wat hij ontkent. Hij beschouwt Augusto Pinochets dictatuur als positief, waarbij hij de economische groei onder zijn dictatuur benadrukt.
- Virtual International Authority File: 54164294882508410985